# Вівторки з Моррі (книга)
«Вівторки з Моррі» (англ. Tuesdays with Morrie) — документальна книга, написана в 1997 році американським письменником Мітчем Альбомом. У книзі описано реальну історію Моррі Шварца, професора соціології, і його взаємовідносини зі своїм студентом, Мітчем Альбомом. Описано хроніку уроків про життя, отриманих від вчителя, який помирає від бічного аміотрофічного склерозу.

## Синопсис
Спортивний коментатор Мітч Альбом розповідає про життя 78-річного професора соціології Моррі Шварца, який працював в Університеті Брандея. Викладач дізнається, що помирає від бічного аміотрофічного склерозу. Альбом, колишній студент Шварца, останній раз спілкувався з ним в університеті 16 років тому. Перші три розділи містять неоднозначне уявлення про остаточну розмову між Альбомом і Шварцом, а також розповідь Альбома, який переживає складний період у житті. Ім'я Моррі походить від івритської (mori מורי), що означає "мій учитель".
Мітч Альбом занадто переймався своєю кар'єрою, стрімко просувався по кар'єрних сходах, тому робота забирає у нього весь час, і особисте життя знаходиться під загрозою.
Мітч, випадково переглядаючи одну з телепрограм, побачив інтерв'ю відомого вченого Моррі Шварца, який був його викладачем в університеті. Він сказав, що смертельно хворий. Мітч вирішує відвідати свого вчителя.
Спілкування з Моррі Шварцом в останні місяці його життя повністю змінює світогляд Мітча Альбома, відкриває йому очі на справжні цінності світу.
Отримана книга базується на зустрічах по вівторках, під час яких описано лекції Шварца, його життєвий досвід, а також спогади та натяки на сучасні події.

## Головні герої
Мітч Альбом, сам автор, виступає в ролі одного з головних героїв твору. Він спортивний коментатор, крім того журналіст, добре обізнаний у своїй справі.
Моррі Шварц був професором соціології та колишнім вчителем Альбома. Він стає ним знову, але на цей раз навчає про реальності життя та смерть.

## Найвідоміші цитати з книги[3]
|  | "Do what the Buddhists do. Every day, have a little bird on your shoulder that asks, 'Is today the day? Am I ready? Am I doing all I need to do? Am I being the person I want to be?'" |

Моррі розповідає про буддизм; ідея полягає в тому, щоб працювати над вдосконаленням себе, щоб, коли прийде час, ми були готові піти з цього світу. Людьми, перед якими ми відповідаємо, є ми самі.
|  | I wanted that clarity. Every confused and tortured soul I knew wanted that clarity. "Ask me anything," Morrie always said. So I wrote this list: Death/ Fear/ Aging/ Greed/ Marriage/ Family/ Society/ Forgiveness/ A meaningful life |

Мітч складає список всього, про що йому повинен роз'яснити Моррі. Це речі, які він хотів би зрозуміти, аби зрозуміти власне існування.  Ми можемо знати багато, але ще більше залишається без відповіді.
|  | "I know you think this is just about dying," he said, but it's like I keep telling you. When you learn how to die, you learn how to live." |

Він зміг жити як здоровий зі своєю хворобою, саме через те, що знав, що його дні пронумеровані. Тема живого повністю пов'язана з темою смерті.
|  | There was a momentary silence, and I'm not ever sure why I offered, but Morrie looked at Connie and said, "Can you show him how to do it?" |

Спочатку Мітч відчував себе незручно навіть коли відвідував Моррі, а потім запропонував допомогти медсестрі по догляду за професором. Мітч навчається піклуватися про здорових, про тих, хто страждає, і тепер він хоче допомогти своєму другові Моррі.

## Історія написання
У 1995 році Мітч Альбом побачив інтерв'ю з Моррі Шварцом, професором соціології, у телепрограмі "Nightlife" , де той розповідав про своє життя з невиліковною хворобою та очікувану швидку смерть. Мітч, який під час свого навчання в університеті добре знав Моррі Шварца, - свого тодішнього викладача, зв'язався з ним, приїхав провідати його у передмісті Бостона. Згодом став приїжджати щовівторка для обговорення питань життя і смерті. Намагаючись знайти спосіб оплатити медичні рахунки Моррі, Мітч вирішив знайти видавця для книги, у якій було б описано ці візити. Після багатьох спроб, незадовго до смерті Моррі, ідею книги прийняло видавництво Doubleday, дозволивши Мітчу таким чином здійснити задуману допомогу.
Книга "Вівторки з Моррі" була опублікована в 1997 році невеликою кількістю екземплярів і представляла хроніку зустрічей, які Мітч Альбом провів зі своїм викладачем. Початковий тираж становив 20,000 копій. Згодом попит зростав, а коротка згадка в шоу Опри Вінфрі підняло книгу в список Нью-Йоркських бестселерів в жовтні 1997 року. Далі популярність книги зростала стрімко, і шість місяців по тому вона зайняла перше місце у списку, у якому залишалася протягом 205 тижнів. Всього було продано 14 мільйонів копій книги, вона була перекладена 41 мовою і є одним серед мемуарів з найбільшою кількістю читачів за всі часи.

## Сюжет
Перші три розділи містять передвістя останньої розмови учня та викладача, ретроспективу випускної церемонії Мітча в університеті і огляд подій, що сталися в його житті після закінчення навчання і перед новою зустріччю з Моррі.
Мітч - успішний спортивний журналіст в газеті «Детройт фрі прес», хоча в дитинстві мріяв стати піаністом. Побачивши Моррі Альбома в гостях у телепередачі "Nightlife", Мітч подзвонив професору, який впізнав свого учня, незважаючи на шістнадцятирічну відсутність. Він пообіцяв приїхати зі штату Мічиган у Массачусетс, щоб побачити Моррі. Страйк журналістів звільнив Мітча від роботи,через що він зміг приїжджати відвідувати старого вчителя щотижня по вівторках.

## Основні теми. Проблематика твору

### Брати і віддавати
Моррі підкреслює важливість вміння віддавати. Він каже, що ми не тільки повинні вчитися любити, а й змушені вчитися віддавати якомога більше своєї любові і вміти приймати її у відповідь. Моррі пояснює, що отримання матеріальних багатств ніколи не робить нас щасливими. Єдиний спосіб - це віддавати те, що ми маємо, - не тільки матеріальні речі, наприклад гроші на благодійність, - але також наші емоції, час і зусилля. Ці невловимі речі безцінні, вони втілюють в себе те, що Моррі вважає осмисленим буттям.

### Смерть, боротьба ісмиренність
Моррі бореться зі своєю хворобою, передчуваючи неминучу смерть. Він змириться з думкою про майбутнє, коли почне розділяти буддійську філософію, згідно з якою ми кожного дня повинні припускати, що даний день стане для нас останнім на Землі. У буквальному сенсі цього принципу людина навчиться, як слід жити, тільки навчившись, як можна померти.

### Любов, сім'я, друзі і спілкування
Моррі каже, що любити - це найважливіше, що ми можемо робити. Оскільки суспільство має інші пріоритети, більшість з нас тільки метушиться, звертаючи увагу на такі банальні аспекти, як кар'єрні досягнення або матеріальні блага, ігноруючи справжні цінності нашого життя. Це не шлях для досягнення справжнього щастя. Індивіду слід відкинути масову культуру, щоб визначити власні цінності і зрозуміти, що таке щастя. Людина повинна переродитися і вдосконалювати себе любов'ю до друзів, сім'ї і людей, які нас оточують. Хоча Моррі і не пропонує кожному сліпо прийняти таку культуру, він своїм прикладом показує, що ці аспекти повинні бути пріоритетними в житті людини. Незалежно від того, яким шляхом ми підемо, жоден з нас не зможе прожити без любові.

### Масова культура
Сучасна культура спільно зі засобами масової інформації вселяють індивіду спотворену систему цінностей. Практично кожен свій візит Мітч звертає увагу Моррі на кількість негативних новин у статтях газет, одержимість нації тривіальними життями знаменитостей. Моррі в процесі свого життя сформував індивідуальну систему цінностей, замість того, щоб пристосовуватися до популярної культури. Він переконує інших людей робити те ж саме.

## Вівторки з Моррі. Екранізація
У 1999 році режисер Мік Джексон зняв біографічний драматичний телефільм  за однойменною книгою Мітча Альбома.
За зіграну роль Моррі Джек Леммон був нагороджений премією Еммі.

### У ролях
| Актор             | Роль                 |
| ----------------- | -------------------- |
| Джек Леммон       | професор Моррі Шварц |
| Генк Азарія       | Мітч Альбом          |
| Венді Моніз       | Дженні               |
| Керолайн Аарон    | Конні                |
| Бонні Бартлетт    | Шарлотта             |
| Аарон Лустіґ      | рабин Ель Аксельрод  |
| Брюс Нозик        | містер Шварц         |
| Іво Кутцаріда     | Арман                |
| Джон Керролл Лінч | Волтер Моран         |
| Кайлі Салліван    | Янґ Моррі            |
| Ден Тіл           | Шон Дейлі            |
| Крістіан Меолі    | Альдо                |
| Джон Біллінґслі   | фанат                |
| Шарль Гомет       | Роб                  |

#### Премії за фільм
- «Золотий глобус»;
- Прайм-тайм премія «Еммі»;
- Премія Гільдії кіноакторів.

## Аудіоверсія книги
Будучи професійним спортивним коментатором, Мітч Альбом персонально озвучує аудіоверсію своєї книги (англійською мовою), без залучення акторів для озвучування. У додатку звучать фрагменти документального запису голосу самого Моррі Шварца, зробленого Мітчем під час їхніх зустрічей, де Моррі промовляє деякі фрази, які після його смерті стали ключовими у книзі. 